# Sőni Pál
Sőni Pál (Nagyvárad, 1917. január 21. – Kolozsvár, 1981. október 14.) erdélyi magyar író, kritikus, irodalomtörténész.

## Életútja, munkássága
Tanulmányait szülővárosában, Csernovicban és Kolozsváron végezte. A második világháború végén deportálták; hazatérése után a Romániai Magyar Szó belső munkatársa (1947–53), az Utunk főszerkesztője (1954–56), az Irodalmi Könyvkiadó kolozsvári szerkesztője, 1957-től a Bolyai Tudományegyetemen, majd a BBTE-n a romániai magyar irodalom előadótanára.
Elbeszélésekkel az Erdélyi Helikon jelentkezett (1937), ezek a transzilvanizmus jegyeit mutató rövid írások voltak. Egy harminc évvel későbbi interjúban, több irodalomtörténeti és kritikakötettel a háta mögött is így vallott Huszár Sándornak: „Igazi műfajom a novella. Itt vagyok otthon, itt érzem úgy, hogy fogyatékosságaim is előnyömre válnak” (Az író asztalánál. Bukarest, 1968). Bodor Pál ezt írta róla halálakor: „Nem volt életművész, humora kesernyés volt, valójában önmagát sem tudta kedélyes derűvel kezelni, holott jóformán minden szépírói munkája: a szatírára és érzelmességre hajló lírikus prózája alanyi költészet prózában elbeszélve, amelyben a groteszk vállalása némileg tüntető, azaz önfeláldozás és kihívás, megérteni vágyás és kísérlet a világ ironikus és lírai megmagyarázására” (A Hét, 1981/43).
Az 1940-es évek végén ő is lerótta adóját a dogmatikus irodalomkritikának, az 1960-as évektől azonban a kortárs romániai magyar irodalom árnyaltabb, tárgyszerű képét rajzolta meg, egyetemi tankönyvében éppúgy, mint a két háború közötti erdélyi avantgárd-örökséget elemző könyvében vagy később Nagy István-monográfiájában. Izsák József írta róla: „Hajlékony és fogékony minden iránt, ami új, ami több a réginél. Megérti a két világháború közötti avantgárd törekvéseit – s a legfiatalabb nemzedék soraiban örömmel fedezi fel… az újnak forrongását… Mint minden igazi kritikus, megérteni akar és megértetni, értékeket felfedezni és értékeket felmutatni… Rendkívül vonzó alkati és magatartásbeli vonása, hogy a tárgyalt mű vagy író értékeit igyekszik kiásni, elmarasztaló ítéleteit pedig okulásként fogalmazza meg és nem elriasztásként. Az alkotómunka előtti tiszteletével és emelkedett humanizmusával… azt a magatartást példázza, amely végtére minden igazi literátus ember etikai minőségét megszabja” (Igaz Szó, 1968/6). Tagja volt a Romániai Magyar Irodalmi lexikon szerkesztőbizottságának.

## Művei

### Kötetek
- Irodalmi bírálatok (Bukarest, 1955)
- Incselkedő (színdarab, Bukarest, 1957)
- Útinapló (Bukarest, 1957)
- Kacsó Sándor–Sőni Pál–Abafáy Gusztáv: Három portré. Asztalos István, Nagy István, Kovács György; Irodalmi, Bukarest, 1963 (Kritikai kiskönyvtár)
- Művek vonzása (esszék, tanulmányok, cikkek, Bukarest, 1967)
- A romániai magyar irodalom története (egyetemi jegyzet, Bukarest, 1969)
- Póz és mosoly (regény, Bukarest, 1969)
- Verébnyomok (novellák, Bukarest, 1969)
- Andriska halála (regény, Kolozsvár, 1973)
- Avantgárd sugárzás. Modern törekvések a romániai magyar irodalomban (Bukarest, 1973)
- Nagy István (monográfia, Bukarest, 1977)
- Az utolsó kör (regény, Kolozsvár, 1979)
- Nyitott udvar (karcolatok, novellák, Bukarest, 1980)
- Írói arcélek. Tanulmányok, kritikák, arcképvázlatok; Kriterion, Bukarest, 1981

### Szerkesztései
Szerkesztésében és bevezető tanulmányaival jelentek meg könyvek a Romániai Magyar Írók és a Tanulók Könyvtára sorozatokban:
- Kováts József: Útlevél (novellák, Bukarest, 1957)
- Nagy István: Földi Jánost bekapta a város – A szomszédság nevében (Bukarest, 1962)
- Nagy István: A jótékony prémeskabát (novellák, Bukarest, 1962)
- Kiss Jenő legszebb versei (Bukarest, 1963)
- Lászlóffy Csaba: Aranyeső (versek, Bukarest, 1964. Forrás)
- Magasra száll az ember dallama. Romániai magyar költők antológiája (Bukarest, 1968)
- Szántó György: Az ötszínű ember (Bukarest, 1969)
- Ligeti Ernő: Kék barlang – Idegen csillag (Bukarest, 1969)
- Nagy István: Sáncalja (Kolozsvár, 1971)
- Nagy István: A pirosszemű kiskakas (novellák, Bukarest, 1972)
- Áprily Lajos: Meddig él a csend? (válogatott versek, Bukarest, 1973)
- Asztalos István: Újesztendő (Kolozsvár, 1974)
- Karácsony Benő: Napos oldal (Kolozsvár, 1974)
- Hűséges Mártonka. Romániai magyar novellák. 1918–1944 (Kolozsvár, 1975)
- Karácsony Benő: A megnyugvás ösvényein (Kolozsvár, 1978)
- Bánffy Miklós: Reggeltől estig – Bűvös éjszaka (Bukarest, 1981)